# Lista de movimentos separatistas
Este artigo pretende listar os países, as regiões e os territórios do mundo onde há estados em disputa de territórios ou movimentos reivindicando a independência, soberania ou autonomia política.
Há também casos como a Irlanda do Norte, em que a reivindicação não é por soberania ou autonomia, mas pela transferência de soberania para outro estado (respectivamente, a República da Irlanda). E também a região da Flandres, na Bélgica, que reivindica a soberania para os Países Baixos e ainda a Galiza, na Espanha, que reivindica a soberania para Portugal.
A listagem está separada por continente.

## África

### Argélia
- Cabília
  - Estado proposto: Cabília
  - Partido político: Movimento pela Autonomia da Cabília[1]

### África do Sul
- Bôeres/Afrikaner
- Grupo étnico: Afrikaners
  - Estado proposto: Volkstaat,[2] (membro da Organização das Nações e Povos Não Representados)
  - Partido político: Frente da Liberdade, Frente Nacional
  - Grupo de pressão: Movimento Orânia

### Angola

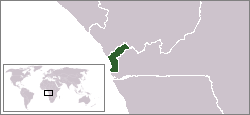
Cabinda

- Cabinda (membro da Organização das Nações e Povos Não Representados)
  - Estado proposto: República de Cabinda[3]
  - Governo em exílio: Frente para a Libertação do Enclave de Cabinda (FLEC)
  - Partido político: Frente para a Libertação do Enclave de Cabinda (FLEC)
  - Organização Rebelde: Forças Armadas de Cabinda (FAC)
- Lunda-Tchowé
- Grupo Étnico: Povo Lunda-Tchokwé
- Estado proposto: República Democrática da Lunda-Tchokwé (RDLT)
- Governo em exílio: Partido Democrático da Defesa do Estado Lunda-Tchokwé (PDDELT)
- Grupo Reivindicativo: Manifesto Jurídico Sociológico do Povo Lunda-Tchokwé (MJSPL)
- Partido político: Partido Democrático da Defesa do Estado Lunda-Tchokwé (PDDELT)
- Estado: Batalha Jurídica iniciada em 2009 em Angola e a partir de 2013 no TPI
- Líder: Dr. Jota Filipe Malakito (Líder Fundador)
- Movimentos: Mulher Unida da Lunda-Tchokwé (MULT), Pioneiros Unidos da Lunda-Tchokwé (PULT), Juventude Unida da Lunda-Tchokwé (JULT)
- Área Reivindicada: Atual Lunda Norte, Lunda Sul, Moxico e Kuando-Kubango
- Extensão da Área Reivindicada: 602 709 Km2

### Camarões
"Bakassi"
- Bakassi

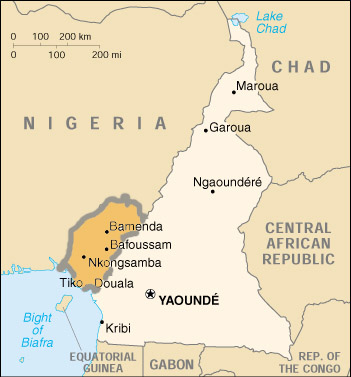
Camarões do Sul

  - Estado proposto: República Democrática de Bakassi[4]
  - Grupo de pressão: Movimento Bakassi pela Auto-determinação
  - Grupo rebelde: Lutadores da Liberdade de Bakassi

- Camarões do Sul (membro da Organização das Nações e Povos Não Representados)
  - Estado proposto: República Federal dos Camarões do Sul, Ambazonia[5]
  - Partido político: Conselho Nacional de Camarões do Sul[6]

### Comores
- Anjouan
  - Partido político: Movimento Popular de Anjouan, Mawana[7]
- Mohéli
  - Estado proposto: República Democrática de Mwali[8]

### Egito
- Coptas
  - Estado proposto: Estado Copta[9][10] República Faraônica Copta
  - Grupo de Pressão: Cristãos coptas[11]

- Bir Tawil
  - Estado proposto: Reino do Sudão do Norte
  - Grupo Étnico: Ababde

### Etiópia
- Gambela
  - Organização Rebelde: Frente Popular de Libertação da Gambella

Ogaden

- Ogaden
  - Estado proposto: Republica de Ogadênia (membro da Organização das Nações e Povos Não Representados)
  - Partido político: Frente Nacional de Libertação de Ogaden, Frente de Libertação da Região Somali
  - Grupo de Pressão: Associação Jovem de Ogaden
- Oromia
  - Organizações Rebeldes: Movimento de Independência de Oromo, Frente de Libertação de Oromo, Frente Islâmica de Libertação de Oromo

### França(África)
- Reunião
  - Partido político: Frente Popular para a Libertação Nacional

### Guiné Equatorial
- Bioko
  - Grupo Étnico: Bubi
  - Estado proposto: Ilha de Bioko
  - Partido político: Movimento para a Autodeterminação da Ilha de Bioko (MAIB)

### Líbia
- Cirenaica
  - Estado proposto: Cirenaica

### Mali
- Azauade
  - Estado proposto: Azauade
  - Partido político: Movimento Nacional para a Libertação de Azauade

### Maurícia
- Rodrigues

### Marrocos

Conflito no Saara Ocidental

- Saara Ocidental
  - Independente de facto: República Árabe Sarauí Democrática
  - Governo em exílio: República Árabe Sarauí Democrática com sede nos campos de refugiados da Província de Tindouf, Argélia.
  - Partido político: Frente Polisário
  - Movimento rebelde: Frente Polisário

- Rife
  - Grupo Étnico: Rifenhos
  - Estado proposto: República do Rife

### Namíbia
- Caprivi

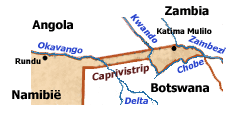
Faixa de Caprivi

  - Estado proposto: Estado Livre de Caprivi/Itenge[12]
  - Partido político: União Nacional de Caprivi
  - Organização Rebelde: Exército de Libertação de Caprivi (ELC)[13]

### Níger
- Agadez
  - Organização Rebelde: Forças Armadas Revolucionarias do Sahara
  - Partido político: Taniminnak Tidot N Tenere, Tidot Union of Tenere.
  - Estado proposto: Republica Tenere

### Nigéria
- Bakassi

Biafra

  - Estado proposto: República Democrática de Bakassi
- Biafra
  - Grupo Étnico: Ibos
  - Estado proposto: Biafra (extinto)
  - Partido político: Movimento para a Atualização do Estado Soberano de Biafra
- Delta do Níger
  - Grupo Étnico: Ijós
  - Estado proposto: República do Delta do Niger
  - Organização Rebelde: Movimento para a Emancipação do Delta do Níger, Força Popular Voluntária do Delta do Níger
- Ogonis
  - Partido político: Movimento para a Sobrevivência do Povo Ogoni
- Odudua
  - Grupo Étnico: Iorubás
  - Estado proposto: República Odudua dos Iorubás
  - Partido político: Frente da República de Odudua

### Reino Unido(África)
- Ilhas de Chagos
  - Estado proposto: Ilhas de Chagos

### República Democrática do Congo

Katanga

- Congo Central
  - Grupo de Pressão: Bundu dia Kongo
  - Estado proposto: Reino do Congo[14]
- Katanga
  - Partido político: Confederação das Associações Tribais de Katanga, União de Independência Federalista e Republicana
  - Organizações Rebeldes: Mai Mai Kata Katanga
  - Status: violência esporádica
- Kwili, Kivu, Bukavu
  - Estado proposto: República Unida de Kivu[15]
  - Status: insurgência[16]

### Somália

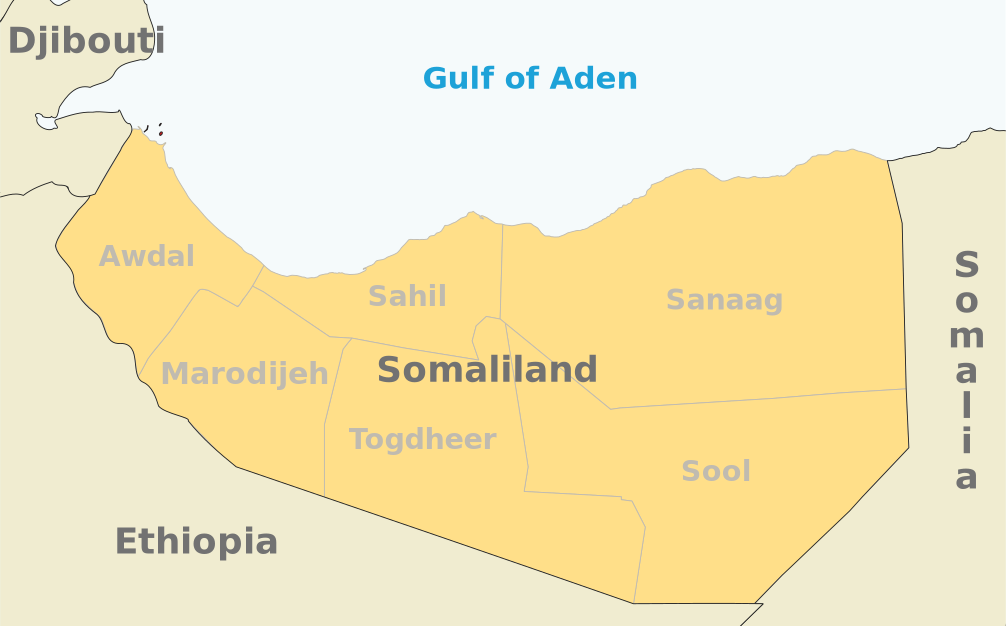
Somalilândia

- Jubalândia
  - Estado proposto: República da Jubalândia
  - Organização Rebelde: Movimento Patriótico dos Somalis

- Maakhir
- Puntlândia
  - Estado Independente de facto: República da Puntlândia
  - Partido político: Frente Democrática de Salvação dos Somalis

- Somalilândia
  -  Estado Independente de facto: Republica da Somalilândia
  - Partido político: Movimento Nacional Somali

### Senegal
- Casamança
  - Organização Rebelde: Movimento Democrático Forças de Casamança[17]

### Sudão
- Bejas

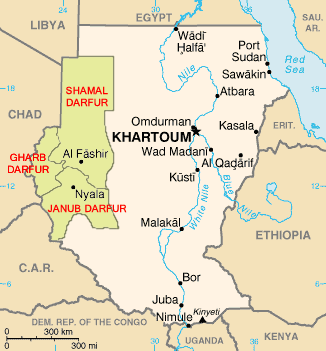
Darfur

  - Organização Rebelde: Congresso de Beja
- Darfur
  - Organização Rebelde: Frente de Libertação de Darfur
- Sudão do Leste
  - Organização Rebelde: Frente do Leste do Sudão

### Sudão do Sul
- Nuerlândia
  - Grupo Étnico: Nueres

### Tanzânia
- Zanzibar (membro da Organização das Nações e Povos Não Representados)
  - Partido político: Frente Cívica Unida, Uamsho[18]

### Uganda
- Buganda
  - Grupo Étnico: Ganda
  - Estado proposto: Reino de Buganda

### Zâmbia
- Barotze
  - Estado proposto: Barotze
  - Organização Rebelde: Frente Patriótica de Barotze[19]

## Ásia

### Azerbaijão
- Artsaque
  - Estado Proposto: República de Artsaque

### China

Regiões da China com movimentos separatistas

- Hong Kong
  - Grupo de Pressão: Frente Honconguesa (não está claro se este realmente existe como uma organização)
  - Estado proposto: República de Hong Kong

- Tibete (Membros da Organização das Nações e Povos Não Representados)
  - 14º Dalai Lama, chefe do governo em exílio: Governo Tibetano em Exílio
  - Partido político: Movimento Internacional do Tibete Independente, Partido Nacional Democrático do Tibete, Frente de Libertação Unida do Tibete

- Turquestão Oriental / Uiguristão / Xinjiang (Membros da Organização das Nações e Povos Não Representados)
  - Organização Rebelde: Movimento Islâmico do Turquestão Oriental
  - Partido político: Governo em exílio do Turquestão Oriental
  - Estado proposto: República do Tuquestão Oriental
  - Grupo de Pressão: Congresso Mundial Uigur

### Geórgia
- Abecásia (membro da Organização das Nações e Povos Não Representados )
  - Estado Independente de facto: República da Abecásia
- Ossétia do Sul
  -  Estado Independente de facto: República da Ossétia do Sul – Estado da Alânia

### Índia
- Andra Pradexe
  - Partido político: Jai Andhra

- Assam
  - Organização Rebelde: Frente Unida de Libertação de Assam, Tigres Muçulmanos Unidos pela Libertação de Assam

- Bodoland
  - Partido político: Frente Nacional Democrática de Bodoland

- Dimasaland
  - Partido político: Dima Halim Daogah (duas facções)

- Gondwana
  - Partido político: Gondwana Ganatantra Party, visando criar um estado Gondi com partes de Madhya Pradesh, Chhattisgarh e Maharashtra

- Karnataka
  - Estado proposto: Tulu Nadu, visando criar um estado Tulucom partes de Karnataka

- Jammu e Caxemira
  - Organizações Rebeldes: Lashkar-e-Taiba, Harkat-ul-mujahideen
  - Estado proposto: Unificação com o Paquistão
  - Organizações Políticas: All Parties Hurriyat Conference, Frente de Libertação Jammu Kashmir
  - Estado proposto: Estado Independente da Caxemira

- Nagaland
  - Organização Rebelde: Conselho Nacional Socialista da Nagalândia
  - Governo em exílio: Governo da República Popular da Nagalândia
  - Estado proposto: Nagalim, ou Republica Popular da Nagalândia

- Manipur
  - Organizações Rebeldes: Hmar People's Convention–Democrat, Frente de Libertação do Povo de Manipur, Frente Unida de Libertação Nacional, Frente do Povo Revolucionário de Manipur, Partido Revolucionário do Povo de Kangleipak
  - Organizações Rebeldes: Organização Revolucionária Zomi[carece de fontes?], Mizoram Farmers Liberation Force[carece de fontes?]
  - Estado proposto: Zozam[carece de fontes?]

- Punjab
  - Estado proposto: Calistão
  - Organizações Rebeldes: Força de Comando do Calistão, Babbar Khalsa International, Khalistan Zindabad Force, International Sikh Youth Federation, Khalistan Liberation Force

- Rayalaseema[carece de fontes?]
- Tamil Nadu[carece de fontes?]
  - Organizações Rebeldes: Tropas de Recuperação Nacional de Tamil, Exército de Libertação de Tamil Nadu

- Telangana
  - Partido político: Telangana Rashtra Samithi,cujo objetivo é tentar separar Telangana do estado de Andhra Pradesh. Vários outros pequenos grupos, tais como Partido Jai Telangana, Partido Comunista de Telangana, Telangana Janata Party, Telangana Praja Samithi, Telangana Rashtra Party, Telangana Rashtra Sadhana Front, Telangana Rashtra Samithi and Telangana Sadhana Samithi.

- Tripura
  - Organizações Rebeldes: Frente de Libertação Nacional de Tripura (duas facções atuando), Força Tigre de Tripura

- Vidarbha[carece de fontes?]
  - Partido político: Vidarbha Rajya Party e Vidarbha Vikas Party, que procuram separar Vidarbha de Maharashtra.

- Zomi[carece de fontes?]
  - Partido político: Congresso Nacional de Zomi[carece de fontes?]

### Indonésia
- Aceh (membro da Organização das Nações e Povos Não Representados)
  - Partido político: Movimento Aceh Livre
- Ilhas Molucas (Ilhas Molucas é um membro da Organização das Nações e Povos Não Representados)
  - Partido político: Frente Soberana de Maluku
  - Governo em exílio: Republik Maluku Selatan
- Riau
- Papua Oriental (membro da Organização das Nações e Povos Não Representados)
  - Partido político: Movimento Papua Livre, West Papua Niugini
  - Estado proposto: República de Papua Ocidental
- Sulawesi
- Bali
  - Estado proposto: Republica de Bali
  - Grupo de Pressão: Movimento Independentista de Bali

### Irã
- Curdos
  - Partido Politico: Partido Democrático do Curdistão Iraniano, Partido Independentista do Curdistão (PSK)
  - Organizações Rebeldes: Partido da Vida Livre do Curdistão, Komalah
  - Estado proposto: Curdistão

- Baluchistão
- Arabistão
  - Organizações Rebeldes: Al-Ahwaz Arab People's Democratic Popular Front, Ahwaz Arab Renaissance Party, Ahwaz Liberation Organisation
  - Grupo de Pressão: Democratic Solidarity Party of Al-Ahwaz
- Azerbaijanos
  - Estado proposto: Ser parte do Azerbaijão

### Iraque
- Curdos (membros da Organização das Nações e Povos Não Representados)
  - Estado proposto: Curdistão
  - Partido político: Partido Democrático do Curdistão e a União Patriótica do Curdistão

### Israel
Palestina

Território Palestino

- - Estado proposto: Estado da Palestina
  - Organizações Rebeldes: Hamas, Frente Democrática para a Libertação da Palestina
  - Partidos Políticos: Autoridade Nacional Palestiniana.

### Laos
ChaoFa
- Grupo étnico: Hmong (membro da Organização das Nações e Povos Não Representados)
  - Estado proposto: Estado Federado Hmong ChaoFa

### Mianmar
Arracão
- Grupo étnico: Arracanês
  - Estado proposto: Federação de Arracão
  - Grupo de pressão: Aliança da Independência de Arracão

 Zo Ásia
- Grupo étnico: Chin
  - Estado proposto: República de Zo Ásia
  - Organização rebelde: Frente Nacional Chin (membro da Organização das Nações e Povos Não Representados)

 Kachin
- Grupo étnico: Kachin
  - Estado proposto: Kachinlândia
  - Partido político: Organização Nacional de Kachin

 Kawthoolei
- Grupo étnico: Karen
  - Estado proposto: República de Kawthoolei
  - Organização rebelde: Exército de Libertação Nacional Karen
  - Grupo de pressão: União Nacional Karen

 Karenni (membro da Organização das Nações e Povos Não Representados)
- Grupo étnico: Karenni
  - Estado proposto: Estados Unidos e Independentes de Karenni
  - Grupo de Pressão: Partido Progressista Nacional Karenni
  - Organização Rebelde: Exército Karenni
  - Governo em exílio: Governo Provisório de Karenni

Kokang
- Grupo étnico: Kokang (etnia han)
  - Estado proposto: Unificação com a China
  - Partido político: Exército da Aliança Democrática Nacional de Mianmar

 Estado Mon
- Grupo étnico: Mon
  - Estado proposto: Estado Mon
  - Partido político: Partido Novo do Estado Mon

 Estados Shan
- Grupo étnico: Shan
  - Estado proposto: Estados Federados Chan
  - Organização rebelde: Exército Nacional Shan
  - Partido político: União Democrática Shan
  - Grupo de pressão: Conselho de Restauração do Estado Shan
  - Governo em exílio: Governo Provisório dos Estados Federados Shan

 Estado Wa
- Grupo étnico: Wa
  - Estado proposto: Estado Wa
  - Partido político: Partido Unido do Estado Wa
  - Organização rebelde: Exército Unido do Estado Wa

 Zale'n-gam
- Grupo étnico: Kuki
  - Estado proposto: Zale'n-gam
  - Organização rebelde: Exército Nacional Kuki
  - Grupo de pressão: Organização Nacional Kuki

 Zogam
- Grupo étnico: Zomi
  - Estado proposto: República de Zogam ou Estado Federado de Zomi
  - Partido político: Congresso Nacional Zomi, Organização de Reunificação Zomi
  - Organizações rebeldes: Frente/Exército Nacional Zomi, Exército Revolucionário Zomi
  - Grupo de pressão: Aliança Global Zomi
  - Governo em exílio: República do Zogam

### Palestina
Estado da Judeia
- Grupo étnico: Judeus
  - Estado proposto: Estado da Judeia

### Paquistão
- Baluchistão
  - Partido político: Frente de Libertação do Baluchistão, Exército de Libertação do Baluchistão
- Balawaristão
  - Partido político: Gilgit Baltistan United Movement
  - Estado proposto: República de Gilgit Baltistão
- Sindh
  - Estado proposto: Sindhudesh
  - Movimento Político: Jeay Sindh Qaumi Mahaz
- Waziristão
  - Partido político: Taliban, al-Qaeda
  - Organização Rebelde: Exército do Waziristão
  - Estado Independente de facto: Emirado Islâmico do Waziristão
- Pashtunistão

### Filipinas
- Bangsamoro
  - Partido político: Frente de Libertação Nacional Moro
  - Organização Rebelde: Frente de Libertação Islâmica Moro
  - Estado proposto: República Federal de Mindanao, Entidade Juridica de Bangsamoro
- Cordillera (membro da Organização das Nações e Povos Não Representados)
  - Partido político: Associação Cordillera Bodong
  - Organização Rebelde: Exército de Libertação do Povo de Cordillera

### Rússia(parte asiática)
- Altai (república)
- Buriácia
  - Partido político: All Buryat Association for the Development of Culture
- Khakassia
- Sakha
  - Partido político: Sakha-Amuk
- Tuva
  - Partido político: Partido Popular da Soberana Tuva, Frete Popular "Tuva Livre"

### Síria
- Curdos
  - Partido político: Partido Democrático do Curdistão
  - Organização Rebelde: Partido dos Trabalhadores do Curdistão (PKK)
  - Estado proposto: Curdistão

### Sri Lanka
- Tâmeis
  - Estado proposto: Tamil Eelam
  - Organização Rebelde: Tigres de Libertação do Tamil Eelam (atualmente extinta)

### Tajiquistão
- Região Autônoma de Gorno-Badakhshan
  - Partido político: Lali Badakhshon

### Tailândia
- Pattani
  - Organização Rebelde: Organização para a Libertação do Estado de Patani (PULO) (irredentista)
  - Estado proposto: "Greater Patani State" (Negara Patani Raya)

### Turquia(parte asiática)
- Curdos
  - Organização Rebelde: Partido dos Trabalhadores do Curdistão
  - Estado proposto: Curdistão

### Uzbequistão
- Caracalpaquistão
  - Partido político: Partido do Renascimento Nacional Livre do Caracalpaquistão

## Europa
Vários grupos étnicos na Europa querem uma maior autonomia ou, até mesmo, independência. Na União Europeia, vários desses grupos são membros da Aliança Livre Europeia. Em alguns casos, o grupo pede união com um país vizinho.

### Alemanha

Baviera
- Povos: Bávaros, Franconianos, Suábios
  - Estado proposto ou área autônoma:   Estado Livre da Baviera
    - Partido político: Partido da Baviera (membro da Aliança Livre Europeia)[20]

### Bélgica

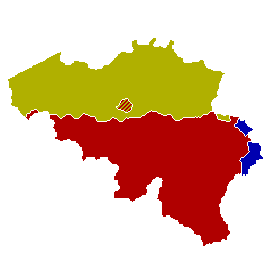
Mapa das comunidades linguísticas da Bélgica: flamenga (neerlandófona) ao norte, francófona ao sul e germanófona no extremo leste. Bruxelas é bilíngue (flamenga e francófona)

- Região de Bruxelas-Capital
  - Partidos Políticos (com o objetivo de unificação com a França):
    - Reagrupamento Valônia-França

  - Partidos Políticos (com o objetivo de unificação com Flandres):
    - Lijst Dedecker
    - Nieuw-Vlaamse Alliantie membro do Partido Popular Europeu
    - Vlaamse Progressieven membro da Aliança Livre Europeia
    - Vlaams Belang*** VLOTT
- Flandres
  - Partidos Políticos (com o objetivo de obter a independência ou a criação de uma confederação, e, em alguns casos, um certo grau de cooperação com os Países Baixos):
    - Lijst Dedecker
    - Nieuw-Vlaamse Alliantie membro do Partido Popular Europeu
    - Vlaamse Progressieven membro da Aliança Livre Europeia
    - Vlaams Belang*** VLOTT
- Comunidade alemã da Bélgica
  - Partidos Políticos:
    - Partei der deutschsprachigen Belgier membro da Aliança Livre Europeia
- Valônia
  - Partidos Políticos (com o objetivo de unificação com a França):
    - Rassemblement Wallonie-France

### Bósnia e Herzegovina

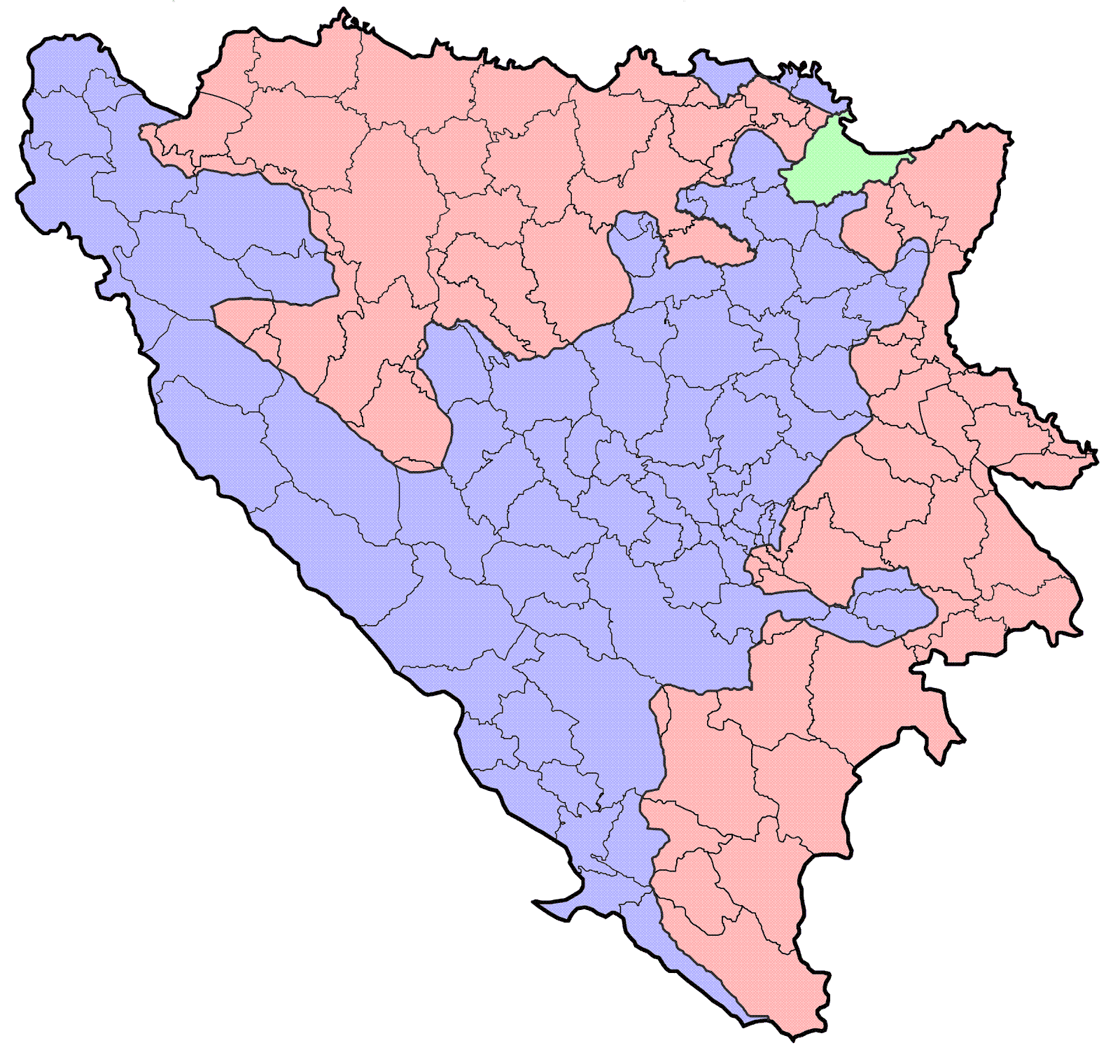
Divisão na Bósnia (Srpska em salmão)

- Republika Srpska
  - Partidos Políticos: Aliança dos Independentes Sociais Democratas, Partido Democrático Sérvio

### Croácia
- Ístria
  - Partidos Políticos: Assembleia Democrática Ístria, Fórum Democrático Ístrio
- Krajina:
  - Partido político: Governo da Krajina Sérvia no Exílio

### Chipre
- Chipre do Norte

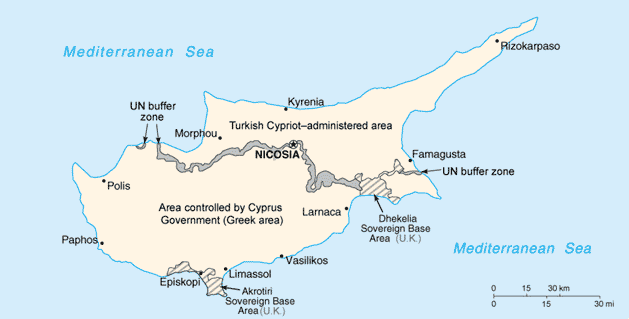
Divisão no Chipre

  - Estado Independente de facto: República Turca de Chipre do Norte

### Dinamarca
- Ilhas Feroe
  - Partidos Políticos: Partido da República, Partido do Povo, Partido do Centro, Partido do Autogoverno

### Espanha

Regiões com movimentos separatistas na Espanha: Galiza (amarelo), Astúrias (azul escuro), Leão (vermelho), Cantábria (marrom), Países Bascos (verde escuro), Aragão (azul claro), Países Catalães (verde claro), Andaluzia (laranja), Ilhas Canárias (rosa); Em cinza, o que restaria da atual Espanha.

- País Basco e  Navarra (ver Nacionalismo basco)
  - Partidos Políticos: Partido Nacionalista Basco (membro do Partido Democrático Europeu), Eusko Alkartasuna (membro da Aliança Livre Europeia), Aralar, Nafarroa Bai, Ação Nacionalista Basca, Batasuna
  - Organização Terrorista : Euskadi Ta Askatasuna (ETA)
  - Estado proposto: País Basco

- Catalunha  Comunidade Valenciana e  as Ilhas Baleares (ver Independentismo catalão)
  - Organização Civil: Assemblea Nacional Catalana, Òmnium Cultural, Sobirania i Progrés, Plataforma pel Dret de Decidir, Cercle d'Estudis Sobiranistes
  - Grupos de Pressão: Catalunya Acció, Free Catalonia, Endavant, Moviment de Defensa de la Terra, Reagrupament
  - Grupos Jovens de Pressão: Maulets, Coordinadora d'Assemblees de Joves de l'Esquerra Independentista, Joventuts d'Esquerra Republicana de Catalunya
  - Partidos Políticos (separatistas): Candidatura de Unidade Popular (na Catalunha); Esquerra Republicana de Catalunya (na Catalunha, Ilhas Baleares, e na Catalunha Francesa, chamado Esquerra Republicana del País Valencià no País valenciano), membro da Aliança Livre Europeia; Estat Català (na Catalunha).
  - Partidos Políticos (autonomistas): Convergência Democrática da Catalunha, União Democrática da Catalunha (na Catalunha); Partit Socialista de Mallorca-Entesa Nacionalista, Entesa de l'Esquerra de Menorca (nas Ilhas Baleares); Bloco Nacionalista Valencià (na Valência).
  - Estado proposto: Países Catalães (unidos ou federados); Catalunha, País Valenciano e Ilhas Baleares.

- Galiza

- - Partidos Políticos: Bloco Nacionalista Galego (autonomista), membro da Aliança Livre Europeia, NÓS-Unidade Popular (Nós-Unidade Popular) (independentista), Frente Popular Galega (independentista), Partido Galeguista Partido de centro, Terra Galega Coalizão de centro, ANova Partido de esquerdas (independentista)
  - Grupos jovens de Pressão: Galiza Nova, AGIR, CAF
  - Estado proposto: Galiza, Portugaliza
  - Organização Terrorista: Resistência Galega
- Andaluzia

- - Partidos Políticos (autonomistas): Partido Andalucista, Partido Socialista Andaluz, Candidatura Unitária de Trabalhadores , Partido Comunista do Povo Andaluz
  - Partidos Políticos (separatistas): Nação Andaluziana, Assembleia Nacional de Andaluzia
  - Movimento Jovem: Jaleo!!!, Juventude Andalucista
  - Estado proposto: Andaluzia[21][22][23][24]
- Aragão
  - Partido político (autonomistas): Chunta Aragonesista membro da Aliança Livre Europeia
  - Partido político (separatista): Estado Aragonês, Tierra Aragonesa
  - Grupo de Pressão: Puyalón
  - Movimento Jovem: Astral, Chobenalla Aragonesista, A Enrestida
  - Estado proposto: Aragão
- Astúrias
  - Partidos Políticos (autonomistas): Partíu Asturianista, URAS
  - Partidos Políticos (separatistas): Unidá Nacionalista Asturianamembro da Aliança Livre Europeia, Bloque por Asturies, Andecha Astur
  - Movimentos Jovens: Darréu, UNA-Mocedá , Fai!
  - Outras organizações pró-independência: Sofitu
  - Estado proposto: República Socialista de Astúrias
- Ilhas Canárias
  - Partidos Políticos: Congresso Nacional Canário (Partido MPAIAC), Federação Nacionalista Canária, Alternativa Popular Canária, Unidade do Povo
  - Organização Terrorista: MPAIAC (extinto)
  - Estado proposto: Ilhas Canárias
- Cantábria
  - Partido político: Conselho Nacionalista de Cantábria
- Leão (província)
  - Partidos Políticos: Unión del Pueblo Leonés (UPL ou Unidade do Povo Leonense), Partido Regionalista do País Leonês (PREPAL), União do Povo Salmantino (UPS), Partido Carlista do Reino de Leão (PC)
  - Organizações Civis: Ciudadanos del Reino de Leon (CCRRLL), Ciudadanos Zamoranos (CCZZ)
  - Movimentos Jovens: Conceyu Xoven (Conselho Jovem)

### Finlândia
- Åland
  - Partido político: Futuro de Åland membro da Aliança Livre Europeia
  - Estado proposto: Åland

### França(Europa)

Movimentos separatista na França: principais movimentos em preto (País Basco francês, Catalunha Francesa, Córsega, Bretanha), movimentos com participação eleitoral em cinza escuro (Normandia, Occitânia, Alsácia, Savoia), e movimentos pequenos em cinza claro (Lorena, Borgonha, Franco-Condado)

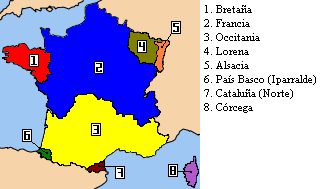
Nações dentro do Estado francês: bretões (1), franceses (2), occitanos (3), lorenos (4), alsácios (5), bascos (6), catalões (7) e córsegos (8)

- Borgonha
  - Partido político: Movimento de Libertação da Borgonha
  - Organização Rebelde: GALB
- Alsácia-Lorena
  - Partidos Políticos: Fórum Nacionalista da Alsácia-Lorena, União do Povo Alsaciano
- País Basco
  - Partido político: Abertzaleen Batasuna (AB), Batasuna, Eusko Alkartasuna (EA) membro da Aliança Livre Europeia, Partido Nacionalista Basco.
  - Organização Rebelde: Iparretarrak (extinto), ETA
  - Estado proposto: País Basco
- Bretanha
  - Grupos de Pressão: Liga Céltica
  - Partidos Políticos: Adsav, Partido Bretão, União Democrática da Bretanha membro da Aliança Livre Europeia, Emgann
  - Organização Rebelde: Armée Révolutionnaire Bretonne, Frente de Libertação da Bretanha
  - Estado proposto: Bretanha
- Córsega
  - Partidos Políticos: Corsica Nazione, Partido da Nação Córsega membro da Aliança Livre Europeia
  - Organização Rebelde: Frente de Libertação Nacional da Córsega
- Normandia
  - Partido político: Le Mouvement Normand
- Catalunha do Norte
  - Partido político: Esquerra Republicana de Catalunya membro da Aliança Livre Europeia, Bloc Català
  - Estado proposto: Países Catalães
- Saboia
  - Partido políticos: Movimento Regional da Saboia, Ligue savoisienne
- Occitânia
  - Partido políticos: Partit de la Nacion Occitana, Partit Occitan membro da Aliança Livre Europeia, Iniciativa per Occitània, Anaram au Patac, Hartèra
- Flamengos
  - Partido político: Le Bloc Représentatif du Nord-France et Flandres Frances
  - Estado proposto: Países Baixos Francês, Flandres Francesa ou Le Parti du Artois et Flandres

### Itália
- Padânia
  - Estado proposto: Padânia
  - Partidos Políticos: Lega Nord
- Vale de Aosta
  - Partidos Políticos: União Valdotiana, Edelweiss Aosta Valley, Autonomist Federation, Renovação Valdotiana, Lively Aosta Valley, Liga Norte do Vale de Aosta
- Piemonte
  - Partido político: Liga Norte de Piemonte
- Lombardia
  - Partidos Políticos: Lega Lombarda, Lega Alleanza Lombarda, Frente Independentista da Lombardia
  - Grupo de Pressão: Domà Nunch
- Trentino
  - Partidos Políticos: União por Trentino, Liga Norte de Trentino, Trentino Tyrolean Autonomist Party, Trentino Autônoma, Ladin Autonomist Union, United Valleys, Autonomia Popular, Fassa
- Tirol do Sul
  - Partidos Políticos: Partido Popular Sul Tirolês, União pelo Tirol do Sul, The Libertarians, Liberdade Sul Tiroleana, Political Movement Ladins, Partido Democratico do Tirol do Sul, Liga Norte do Tirol do Sul
- Vêneto
  - Movimento: Venetismo
  - Partidos Políticos: Liga Veneta, Projeto Norte-Leste, Liga Veneta Repubblica, Movimento Venetiano, Partido Nacional Venetiano, Unidade do Povo Venetiano
- Friul-Veneza Júlia
  - Partidos Políticos: Liga Norte de Friul-Veneza Júlia, Movimento Friul, Giulian Front
- Ligúria
  - Partido político: Liga Norte de Liguria, Movimento Independentista Liguriano
- Emília
  - Partidos Político: Liga Norte de Emilia
- Romanha
  - Partidos Político: Liga Norte da Romanha
- Toscana
  - Partidos Político: Liga Norte da Toscana
- Marche
  - Partidos Político: Liga Norte de Marche
- Úmbria
  - Partidos Políticos: Liga Norte de Úmbria
- Sardenha
  - Partidos Políticos: Sardigna Natzione Indipendentzia, Reformistas Sardos, Partido Popular de Sardenha, União Democrática de Sardenha, Partido da Ação Sarda, República Independente da Sardenha
- Sicília
  - Partidos Políticos: Movimento pela Independência da Sicilia, Aliança Siciliana, Partido do Povo da Sicilia, Frunti Nazziunali Sicilianu, Partido Socialista Siciliano
  - Grupos de Pressão: Terra e Liberazione, Frente Nacional Siciliana de Ação da Juventude

### Macedônia do Norte
- Illyrida
  - Partido político: Partido Democrático dos Albanianos

### Moldávia

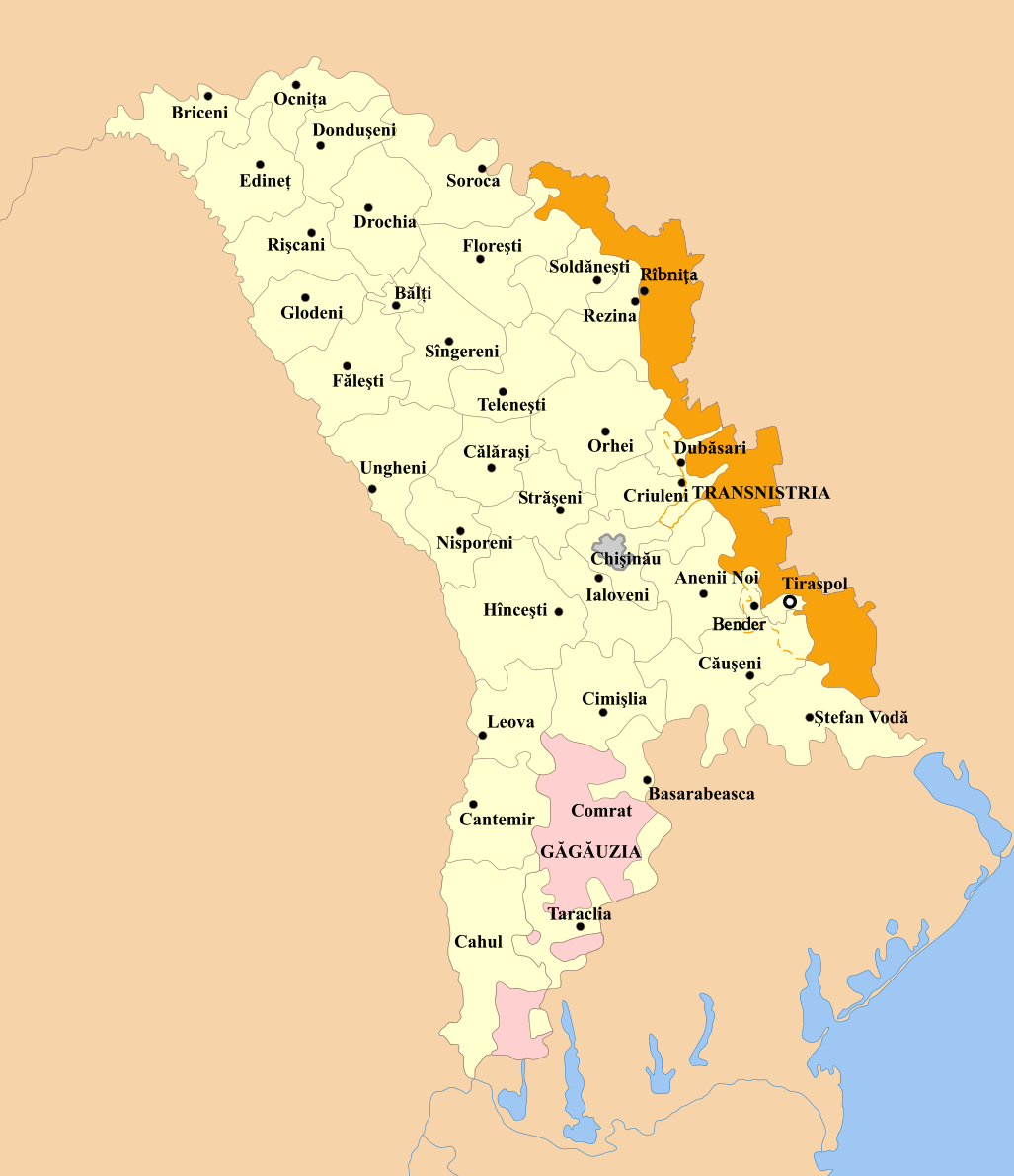
Mapa da Moldávia: Gagaúzia (rosa) e Transnístria (laranja)

- Gagaúzia
  - Situação: região autônoma.
- Transnístria
  - Situação: Estado independente de facto: Transnístria

### Países Baixos(Europa)
- Frísia
  - Partido político: Partido Nacional da Frísia, membro da Aliança Livre Europeia
  - Status: Movimento democrático buscando maior autonomia para os Frísios

### Polônia
- Alta Silésia
  - Partido político: Movimento pela Autonomia da Silésia

### Portugal
- Arquipélago dos Açores
  - Movimento politico: Frente de Libertação dos Açores (extinto)
  - Estado proposto: República dos Açores

### Reino Unido(incluindo territórios associados na Europa)

Movimentos separatista nas Ilhas Britânicas: Irlanda Unida (lilás), Cornualha (laranja), Ilha de Man (vermelho), Escócia (azul escuro), Inglaterra (verde), Gales (amarelo), Guernesei (azul claro) e Jérsei (marrom)

- Cornualha:
  - Grupos de Pressão: Revived Cornish Stannary Parliament, Tyr Gwyr Gweryn, Liga Céltica
  - Partidos Políticos: Mebyon Kernow - Party for Cornwall membro da Aliança Livre Europeia, Partido Verde da Inglaterra e do País de Gales, Cornish National Party
- Ilha de Man
  - Grupos de Pressão: Liga Céltica
  - Partidos Políticos: Mec Vannin, Liberal Vannin
- Escócia
  - Grupos de Pressão: Independence First, Liga Céltica, SRSM
  - Partidos Políticos: Scottish National Party membro da Aliança Livre Europeia, Partido Verde Escocês, Partido Socialista Escocês, Aliança Democrática Escocesa, Solidariedade
- País de Gales
  - Grupos de Pressão: Cymuned, Cymdeithas yr Iaith Gymraeg, Liga Céltica
  - Partidos Políticos: Plaid Cymru membro da Aliança Livre Europeia, Forward Wales, Partido Verde do País de Gales, Cymru Annibynnol

### República Checa
- Morávia
  - Partido político: Moravané membro da Aliança Livre Europeia

### Rússia(Europa)
- Adiguésia
- Bascortostão; nenhum movimento autonomista ou movimento separatista pode ser identificado como ativo em 2009
- Chechênia
  - Organização rebelde: Separatistas chechenos
  - Estado proposto: República Chechena da Ichkeria

Mapa do Cáucaso

- Daguestão
- Inguchétia
- Cabárdia-Balcária
- Carachai-Circássia
- Ossétia do Norte
- Chechênia, Daguestão, Inguchétia, Cabárdia-Balcária, Carachai-Circássia, Ossétia do Norte
  - Estado proposto: Emirado do Cáucaso (provável sucessor da Ichkeria)
- Chuváchia; nenhum movimento autonomista ou movimento separatista não podem ser identificados como ativos em 2009
- Cossacos do Don; nenhum movimento autonomista ou movimento separatista não podem ser identificados como ativos em 2009
- Caliningrado; nenhum movimento autonomista ou movimento separatista podem ser identificados como ativos em 2009
- Calmúquia; nenhum movimento autonomista ou movimento separatista podem ser identificados como ativos em 2009
- Carélia; nenhum movimento autonomista ou movimento separatista podem ser identificados como ativos em 2009
- Cossacos de Kuban; nenhum movimento autonomista ou movimento separatista podem ser identificados como ativos em 2009
- Mordóvia; nenhum movimento autonomista ou movimento separatista podem ser identificados como ativos em 2009
- Tartaristão
  - Partido político: All-Tatar Public Center
  - Estado proposto: Tartaristão, Idel-Ural
- Udmúrtia
  - Estado proposto: Udmúrtia

### Sérvia
- Vojvodina
  - Partidos Políticos: Partido Democrático dos Húngaros de Vojvodina, Comunidade Democrática dos Húngaros de Vojvodina, Aliança Civil Húngara, Aliança dos Húngaros de Vojvodina

### Suécia
- Scania

### Ucrânia

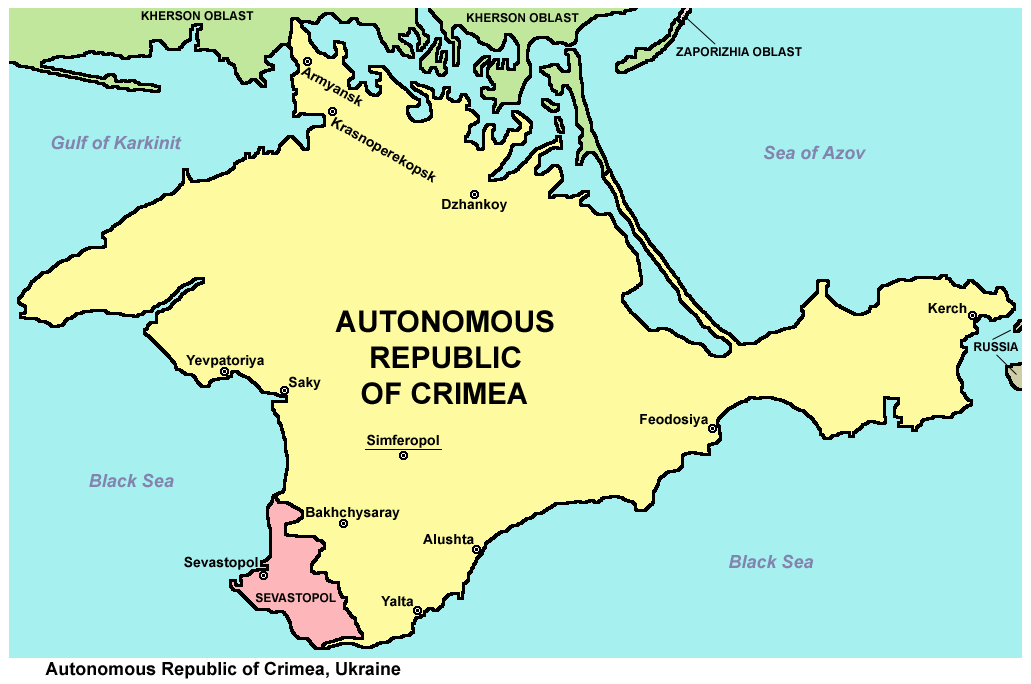
República da Crimeia

- Crimeia (os Tártaros da Crimeia são membros das Organização das Nações e Povos Não Representados')
- Transcarpátia
- Nova Rússia
- Donetsk
- Lugansk

## América

### Argentina
- Mapuche (politicamente dividido entre Argentina e Chile) (membro da Organização das Nações e Povos Não Representados)
  - Grupos de Pressão: Conselho de Todas as Terras (Consejo de Todas las Tierras)
  - Estado proposto: Nação Mapuche[25]

### Bolívia
- Santa Cruz de la Sierra
- Estado proposto: República de Santa Cruz
- Grupo de Pressão: Movimento Nação Camba de Libertação (MNC-L)

### Brasil
- Ceará

Bandeira da Aliança Livre Sulista

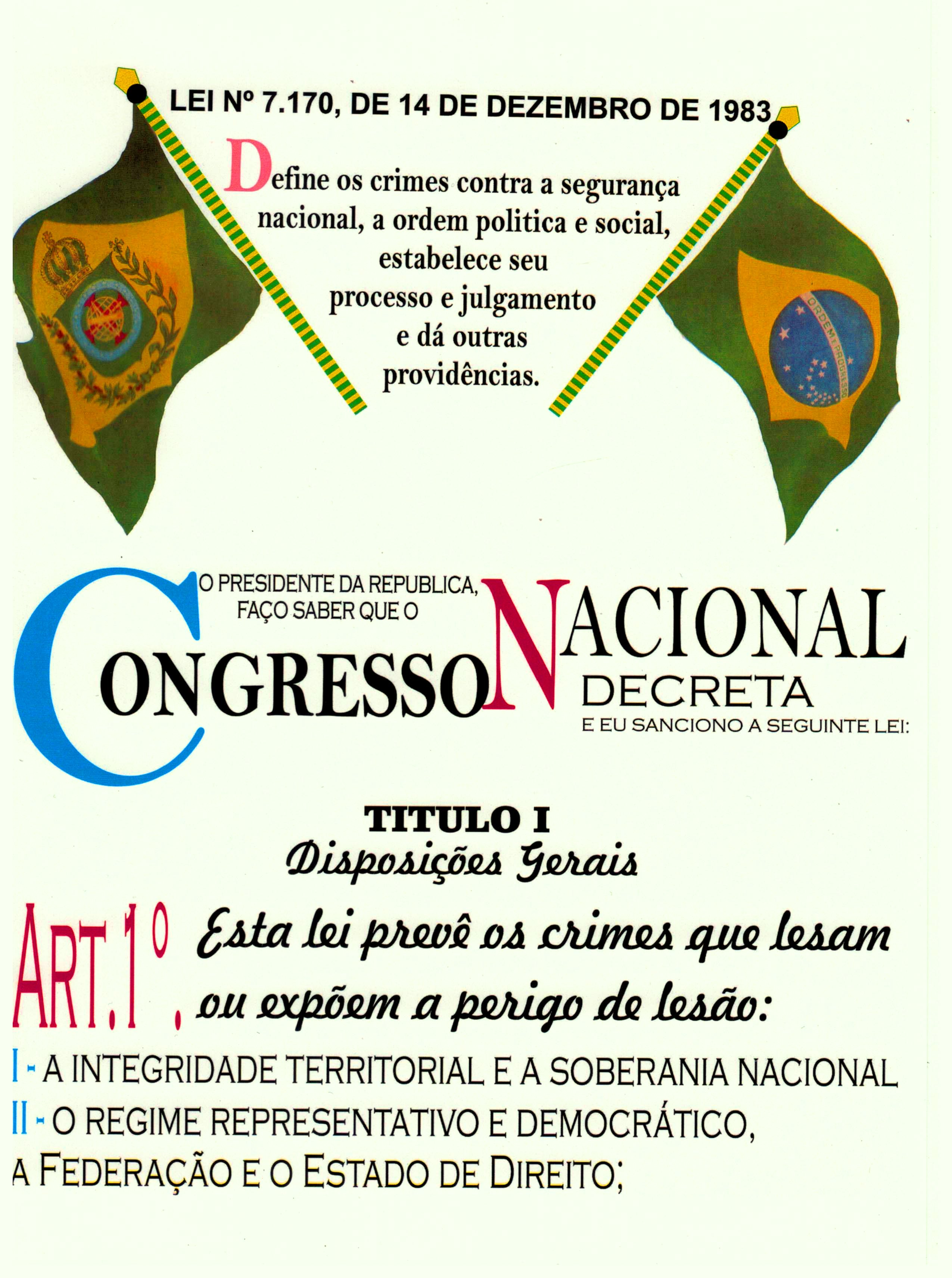
De acordo com a Lei de Segurança Nacional atos de pregação contra a integridade territorial e a soberania nacional, atos de tentar desmembrar parte do território nacional para constituir país independente incorre em crime com penalidade de reclusão de 4 a 12 anos.

  - Estado proposto: República do Ceará
  - Grupo de Pressão:  Movimento Ceará meu país
  - Status: Em desenvolvimento. O movimento tem o objetivo de obter a independência do estado do Ceará do restante do Brasil.

- Minas Gerais
  - Estado proposto: República das Minas Gerais
  - Grupo de Pressão: Movimento pela Independência de Minas Gerais
  - Status: Afirmam que Minas Gerais tem direito de ser independente pois foi a região que começou com a independência.

- Região Sul do Brasil
  - Estado proposto: Nação Sul-Brasileira
  - Grupo de Pressão:  O Sul é o Meu País
  - Estado proposto: República Guarani
  - Grupo de Pressão:  Aliança Livre Sulista
  - Status: Afirmam que os estados do Rio Grande do Sul, Santa Catarina e Paraná possuem características próprias e distintas do restante do Brasil e que são explorados pelo governo federal, propondo a criação de um Estado Parlamentarista.
  - Grupo de Pressão: Resistência Sulista
  - Status: Tem como orientação a Quarta Teoria Política, defendendo a autonomia e independência de uma suposta identidade sulista

- Mato Grosso do Sul
  - Estado proposto: República Democrática de Maracaju
  - Grupo de Pressão: Mato Grosso do Sul é o meu país

- Rio Grande do Sul
  - Estado proposto:  República Rio-Grandense
  - Grupos de Pressão: Movimento República Rio-grandense (MRR); Movimento Pampa Livre; Movimento Rio Grande Livre; e Movimento pela Independência do Pampa (MIP).
  - Status: Os movimentos têm o objetivo de obter a independência do Rio Grande do Sul por meio de um plebiscito.[26]

- Pernambuco
  - Estado proposto: República de Pernambuco
  - Grupo de Pressão: Movimento República de Pernambuco
  - Status: O movimento reclama o direito à soberania do então Estado de Pernambuco sob a principal alegação de que o seu povo possui uma consciência patriótica distinta da nação brasileira e unicamente ligada a seu estado. Questionam também a atual formação econômica e a organização do modelo federativo do Brasil que segundo a visão do movimento resulta em um padrão de neocolonialismo interno, onde uma região central (Sudeste, Sul e Distrito Federal) é particularmente privilegiada em detrimento e atraso no desenvolvimento das regiões periféricas como o próprio Estado de Pernambuco. Outro importante fator ressaltado pelo grupo é a busca pioneira por autonomia que está presente em diversos momentos da história do estado que sempre possuiu uma forte tendência separatista.
  - Grupo de Pressão:  GEAPI - Grupo de Estudo e Avaliação Pernambuco Independente
  - Status: Afirma que o atual estado de Pernambuco possui uma tendência natural ao separatismo, visto que no passado o estado reivindicou diversas vezes sua separação em episódios conhecidos, como a Revolução Pernambucana, a Revolução Praieira e a Confederação do Equador. Os seguidores ainda argumentam que diferentemente da maior parte dos brasileiros de outros estados, o povo pernambucano trata seus símbolos estaduais, cultura, costumes e história como seus verdadeiros elementos unificadores.[27]

- Região Nordeste do Brasil
  - Estado proposto:  Estados Unidos do Nordeste
  - Grupo de Pressão: GESNI - Grupo de Estudos Nordeste Independente
  - Status: Afirma que as políticas econômicas adotadas pelo Brasil visam proteger as empresas do Sudeste e prejudicar o consumo dos nordestinos.

- São Paulo
  - Estado proposto:  República de São Paulo
  - Status: Afirma que São Paulo poderia ser viável como um estado independente.
  - Grupo de Pressão: Movimento República de São Paulo
  - Status: Ativo, realiza caminhada sempre em 9 de Julho, data magna do Estado de São Paulo, aniversário da Revolução de 1932.
  - Grupo de Pressão: Movimento Liberdade Paulista
  - Status: Ativo, realiza passeatas, com atualização de conteúdo em seu site e sede oficial.
  - Grupo de Pressão:  São Paulo Livre
  - Status: Ativo, realiza campanhas para que o estado seja desmembrado da unidade federativa, se tornando uma nação independente.
  - Grupo de Pressão: São Paulo para os Paulistas
  - Status: Ativo, defende o conceito de "Cultura" como 'valores e costumes' e Nação como um agrupamento com peculiaridades e episódios históricos.

- Rio de Janeiro
  - Estado proposto: República do Rio de Janeiro
  - Grupo de Pressão: Movimento O Rio é o Meu País.

- Amazônia
  - Estado proposto: República dos Povos Amazônia.
  - Grupo de pressão: Movimento Amazônia Independente
  - Status: Ativo. Promove a identidade cultural amazônida e reivindica o direito à autodeterminação para o povo amazônida, para constituir-se em república independente e para romper com o neocolonialismo interno brasileiro. Atualmente pretende associar-se à Organização das Nações e Povos Não Representados (UNPO).[28]

- Pará
  - Estado proposto: República do Grão-Pará

- Espírito Santo
  - Estado proposto: República do Espírito Santo
  - Grupo de Pressão: Espírito Santo é Meu País

- Roraima
  - Estado proposto: República de Roraima
  - Grupo de Pressão: Roraima é o Meu País

### Canadá
- Estado proposto: Cascádia
- Grupo de pressão: Movimento Independentista da Cascádia

- Alberta
  - Partido político: Partido da Separação de Alberta
- Quebec
  - Organizações Civis: Sociedade Saint-Jean-Baptiste, Mouvement national des Québécois et des Québécoises (MNQ), Rassemblement pour l'indépendance du Québec (RIQ), Les Intellectuels pour la souveraineté (IPSO), Mouvement de libération nationale du Québec (MLNQ), Réseau de Résistance du Québecois (RRQ)
  - Partidos Políticos: Parti Québécois, Bloc Québécois, Québec solidaire, Parti indépendantiste
  - Estado proposto: Quebec
- Saskatchewan
  - Partido político: Partido Independentista Ocidental de Saskatchewan
- Canadá Ocidental
  - Partido político: Partido Independentista Ocidental, Western Block Party

### Chile
- Mapuche (politicamente divididos entre Argentina e Chile) (membro da Organização das Nações e Povos Não Representados)
  - Grupo de Pressão: Conselho de Todas as Terras (Consejo de Todas las Tierras)
  - Estado proposto: Nação Mapuche[25]

### Dinamarca(dependências na América)
- Groenlândia
  - Partido político: Partido do Povo

### Estados Unidos(América do Norte)
- Alasca
  - Partido político: Alaskan Independence Party[29]
- Aridoamérica
  - Estado proposto: Confederação de Estados Aridoamericanos,  República de Sonora
  - Grupo de Pressão: Comisión Nacional de Gobernadores, Proyecto Aridoamérica, Movimiento Aridoamericano Identitario

- Black Belt (Região dos EUA)
  - Grupo de Pressão: RNA, Novo Partido Pantera Negra, Exército de Libertação do Povo Negro
  - Estado proposto: Republica da Nova África

- Lakota Sioux
  - Grupo de Pressão: Lakotah Oyate e Movement for the determination of the people sioux
  - Estado proposto: República de Lakota e República Sioux Lakota

- Maine
  - Estado proposto: Republica de Maine
  - Grupo de Pressão: Free Maine

- Minnesota
  - Estado proposto: República Popular da Estrela do Norte
  - Grupo de Pressão: North Star Republic

- Nova Inglaterra
  - Grupo de Pressão: Aliança da Confederação da Nova Inglaterra

- New Hampshire
  - Estado proposto: New Hampshire
  - Grupo de pressão: Free State Project

- Cidade de Nova Iorque
  - Grupos de Pressão: Peter Vallone, Free City of Tri-Insula

- Estado de Nova Iorque
  - Grupos de Pressão: Joseph Sawiki (Western Long Island), Randy Kuhl (Upstate)
  - Estado proposto: Independent Long Island

- Norte da Nova Inglaterra, Terra Nova e Labrador, Nordeste Atlântico, Mid-Atlantic, Ontário, Pradarias canadenses, Região Centro-Oeste dos Estados Unidos, Norte da Região Oeste dos Estados Unido, e o Noroeste Pacífico
  - Grupos de Pressão: nacionalistas brancos, separatismo branco, e grupo de Neonazismo
  - Estado proposto: Vinlândia

- Oklahoma
  - Grupo de Pressão: Indian Nations Republic of Oklahoma representado pelas cinco maiores tribos nesse estado.

- O Sul
  - Grupo de Pressão: Liga do Sul, Congresso Nacional Sulistas
  - Partido político: Partido Sulista
  - Estado proposto: Estados Confederados da América ou Estados Unidos do Sul

- Carolina do Sul
  - Estado proposto: República da Carolina do Sul
  - Grupo de Pressão: SC League of the South

- Estados Unidos do Sudoeste
  - Estado proposto: Aztlan, dependente do México
  - Grupos de Pressão: Nation of Aztlán, MEChA, La Raza

- Texas
  - Estado proposto: República do Texas
  - Grupo de Pressão: Movimento Nacionalista do Texas (Texas Nationalist Movement - TNM), República do Texas (Republic of Texas organization)

- Vermont
  - Estado proposto: Green Mountain Republic of Vermont
  - Partido político: Partido Independentista de Vermont[30][31]
  - Grupo de Pressão: Segunda República de Vermont

- Porto Rico
  - Partido político: Partido Independentista Portorriquenho (PIP)
  - Grupos de Pressão: Partido Nacionalista Portorriquenho, Federação Universitária Pró-Independência (FUPI), União da Juventude Socialista (UJS), Movimento Independentista Nacional Hostosiano (MINH), Frente Socialista (FS), National Congress for the Descolonizations (CONADE)
  - Organizações Rebeldes: Exército Popular Boricua (Macheteros), Forças Armadas de Libertação Nacional (FALN)

- Ilhas Virgens Americanas e Ilhas Virgens Britânicas
  - Partidos Políticos: Partido Independentista das Ilhas Virgens Caribenhas, Partido da União das Ilhas Virgens

- Califórnia
  - Estado proposto: Segunda República Californiana/"Nova" Califórnia
  - Grupo de Pressão: Yes California
  - Partido político: Partido Nacional da Califórnia

### França(dependências na América)
- Guiana Francesa
  - Estado proposto: República da Amazônia
  - Grupo de Pressão: Movimento de Descolonização e Emancipação Social, Partido Socialista Guianense

### México
- Aridoamérica
  - Estado proposto: Confederação de Estados Aridoamericanos,  República de Sonora, República do Río Grande, República de Chihuahua, República do Baixa California
  - Grupo de Pressão: Comisión Nacional de Gobernadores, Proyecto Aridoamérica, Movimiento Aridoamericano Identitario
- Chiapas
  - Exército Zapatista de Libertação Nacional (movimento autonomista e rebelde)

### Peru
- Aimarás (politicamente divididos entre Bolívia, Chile e Peru)
  - Grupo de Pressão: Tupac Katari Guerrilla Army
  - Estado proposto: Collasuyu

### Reino Unido(dependência na América)
- Montserrat
  - Partidos Políticos: New People's Liberation Movement, United National Front
- Ilhas Turks e Caicos
- Ilhas Virgens Americanas e Ilhas Virgens Britânicas
  - Partidos Políticos: Partido Independentista das Ilhas Virgens Caribenhas e Partido da União das Ilhas Virgens

### São Cristóvão e Nevis
- Nevis
  - Partido político: Concerned Citizens' Movement, Nevis Reformation Party

### Trinidad e Tobago
- Tobago
  - Partido político: Congresso Ação Democrática

## Oceania

### Austrália
- Aborígenes australianos (membro da Organização das Nações e Povos Não Representados)
  - Grupo de Pressão: Aboriginal Tent Embassy
- Principado de Hutt River[32]

### Chile
- Ilha de Páscoa[33][34]

### Fiji
- Rotuma

### França(dependência na Oceania)
- Polinésia Francesa
  - Partido político: Tavini Huiraatira
- Nova Caledónia
  - Partido político: Frente de Libertação Kanak e Socialista, Rassemblement UMP, Avenir Ensemble
  - Estado proposto: Kanaky

### Kiribati
- Ilha Banaba

### Nova Zelândia
- Ilha Sul

- Partidos Políticos: South Island Party (duvida-se se está ativo)
- Grupos de Pressão: Cut the Cable, South Island First, Zealandia Independence Project
- Estado proposto: Zelândia

- Ilhas Cook
- Niue
- Tokelau

### Papua-Nova Guiné
- Bougainville (membro da Organização das Nações e Povos Não Representados)
  - Partido político: Exército Revolucionário de Bougainville

### Estados Unidos(Oceânia)
- Guam
  - Movimento de Pressão: Chamoru Nation, Organization of People for Indigenous Rights
- Predefinição:HAWb Havaí
  - Movimento de Pressão: Movimento Soberanista Havaiano
  - Partido político: Nation of Hawai‘i e outros grupos nacionalistas querendo obter a soberania do Reino do Havaí.
- Marianas do Norte
  - Movimento de Pressão: Taotao Tano

### Vanuatu
- Malekula
  - Estado proposto: N'Makiaute
- Ilhas do Norte
  - Estado proposto: Federation Na Griamel